# Avalon (wytwórnia muzyczna)
Avalon (jap. アヴァロン・レーベル) – japońska wytwórnia muzyczna specjalizująca się w muzyce heavymetalowej. Powstała w 1997 roku jako pododdział koncernu Marquee Inc. Jej siedziba znajduje się w Minato w Tokio.
Nakładem Avalon ukazały się nagrania, m.in. takich wykonawców jak: Within Temptation, Dismember, Theatre Of Tragedy, Spiral Architect, After Forever, Lacrimosa, Pain of Salvation, Hypocrisy, Vader, Meshuggah, Dies Irae, Gordian Knot, Masterplan, John Wetton oraz Sonata Arctica.